# Robert H. Harris
Robert H. Harris (* 15. Juli 1911 in New York City, New York als Robert H. Hurwitz; † 30. November 1981 in Los Angeles, Kalifornien) war ein US-amerikanischer Schauspieler.

## Leben
Robert H. Harris spielte 1948 am Broadway in dem Musical Look, Ma, I’m Dancin'! mit und übernahm 1949 die Rolle des Lord Hastings in Richard III. Ab 1950 hatte er zahlreiche Auftritte in Fernsehserien und spielte dabei meist zwielichtige, wenn nicht gar böse Charaktere. Zwischen 1953 und 1956 spielte er in der Komödie Molly die Rolle des Jake Goldberg, eine seiner wenigen sympathischen Rollen.
Bemerkenswert sind acht Auftritte in Alfred Hitchcock präsentiert zwischen 1956 und 1961 sowie sechs Auftritte in Perry Mason zwischen 1958 und 1965. Zwischendurch kehrte er auch gelegentlich an den Broadway zurück und wirkte 1964 in dem nicht erfolgreichen Musical Foxy mit. Weitere Fernsehauftritte hatte er in den Fernsehserien 77 Sunset Strip, Ben Casey sowie der Westernserie Tausend Meilen Staub. Eine wichtige Nebenrolle hatte er 1965 in Edward Dmytryks Film Die 27. Etage.
Im Jahre 1977 setzte er sich zur Ruhe. Harris war zwei Mal verheiratet, zuletzt bis zu seinem Tod mit seiner Schauspielkollegin Viola Harris (1926–2017).

## Filmografie
- 1948: Die nackte Stadt (The Naked City)
- 1949–1958: Studio One (TV-Serie, 4 Folgen)
- 1950: The Philco Television Playhouse (TV-Serie)
- 1950: The Goldbergs
- 1951: Somerset Maugham TV Theatre (TV-Serie)
- 1950, 1951: Treasury Men in Action (TV-Serie)
- 1950–1952: Suspense (TV-Serie, 8 Folgen)
- 1951: The Adventures of Ellery Queen (TV-Serie)
- 1951–1953: Robert Montgomery Presents (TV-Serie, 3 Folgen)
- 1952: Tales of Tomorrow (TV-Serie)
- 1953: You Are There (TV-Serie)
- 1953: Man Against Crime (TV-Serie)
- 1953–1956: The Goldbergs (TV-Serie, 17 Folgen)
- 1953: Willys Theatre Presenting Ben Hecht’s Tales of the City (TV-Serie)
- 1953: Armstrong Circle Theatre (TV-Serie)
- 1954: Martin Kane, Private Eye (TV-Serie)
- 1954: Inner Sanctum (TV-Serie)
- 1955: Justice (TV-Serie)
- 1955: The Public Defender (TV-Serie)
- 1955: The Man Behind the Badge (TV-Serie)
- 1955–1957: Climax! (TV-Serie)
- 1955: Science Fiction Theatre (TV-Serie)
- 1956: Kraft Television Theatre (TV-Serie)
- 1956: Na, na, Fräulein Mutti! (Bundle of Joy)
- 1956–1961: Alfred Hitchcock präsentiert (TV-Serie, 8 Folgen)
- 1956, 1957: Rauchende Colts (Gunsmoke) (TV-Serie)
- 1956: Die seltsamen Abenteuer des Hiram Holiday (The Adventures of Hiram Holliday) (TV-Serie)
- 1957: The 20th Century-Fox Hour: False Witness (TV-Reihe)
- 1957: The Big Caper
- 1957: No Down Payment
- 1957: SOS Raumschiff (The Invisible Boy)
- 1957: Glut unter der Asche (Peyton Place)
- 1957–1958: The Court of Last Resort (TV-Serie, 26 Folgen)
- 1958: Abenteuer im wilden Westen (Zane Grey Theater) (TV-Serie)
- 1958: Shirley Temple’s Storybook: The Nightingale (TV-Reihe)
- 1958–1965: Perry Mason (TV-Serie, 7 Folgen)
- 1958, 1960: Have Gun – Will Travel (TV-Serie)
- 1958: Der Satan mit den tausend Masken (How to Make a Monster)
- 1958: The Rough Riders (TV-Serie)
- 1958: Pursuit (TV-Serie)
- 1959: Behind Closed Doors (TV-Serie)
- 1959: State Trooper (TV-Serie)
- 1959: Tausend Meilen Staub (Rawhide) (TV-Serie)
- 1959: The Restless Gun (TV-Serie)
- 1959: Der Kopfgeldjäger (Wanted: Dead or Alive) (TV-Serie)
- 1959: Peter Gunn (TV-Serie)
- 1959: The Lawless Years (TV-Serie)
- 1959: Johnny Staccato (TV-Serie)
- 1959: Westlich von Santa Fé (The Rifleman) (TV-Serie)
- 1959, 1960: Markham (TV-Serie)
- 1959, 1960: Dezernat M (M Squad) (TV-Serie)
- 1959, 1961: 77 Sunset Strip (TV-Serie)
- 1959: Wichita Town (TV-Serie)
- 1959: The Lineup (TV-Serie)
- 1960: Shotgun Slade (TV-Serie)
- 1960: Johnny Midnight (TV-Serie)
- 1960: Mr. Lucky (TV-Serie)
- 1960: Tightrope (TV-Serie)
- 1960: The Man from Blackhawk (TV-Serie)
- 1960: Alamo (The Alamo)
- 1960–1962: Outlaws (TV-Serie, 3 Folgen)
- 1960: Die Unbestechlichen (The Untouchables) (TV-Serie)
- 1961: Checkmate (TV-Serie)
- 1961: The Roaring 20’s (TV-Serie)
- 1961: Thriller (TV-Serie)
- 1961: Asphaltdschungel (The Asphalt Jungle) (TV-Serie)
- 1961: The Law and Mr. Jones (TV-Serie)
- 1961: Twenty Plus Two
- 1961: Der tanzende Gangster (The George Raft Story)
- 1961: Target: The Corruptors (TV-Serie)
- 1961: The Lawbreakers
- 1962: Surfside 6 (TV-Serie)
- 1962: Frontier Circus (TV-Serie)
- 1962: Convicts 4
- 1962: Sam Benedict (TV-Serie)
- 1962: Alcoa Premiere (TV-Serie)
- 1963: Bonanza (TV-Serie)
- 1963: Die Unbezwingbaren (America, America)
- 1964: Stunde der Entscheidung (Kraft Suspense Theatre) (TV-Serie)
- 1964: The Alfred Hitchcock Hour: Consider Her Ways (TV-Reihe)
- 1965: Ben Casey (TV-Serie)
- 1965: Gauner gegen Gauner (The Rogues) (TV-Serie)
- 1965: Die 27. Etage (Mirage)
- 1965: Die Apachen (Apache Uprising)
- 1965, 1966: Solo für O.N.K.E.L. (The Man from U.N.C.L.E.) (TV-Serie)
- 1966: Die Seaview – In geheimer Mission (Voyage to the Bottom of the Sea) (TV-Serie)
- 1966: The Dangerous Days of Kiowa Jones (TV)
- 1966, 1967: T.H.E. Cat - Artist und Detektiv (T.H.E. Cat) (TV-Serie)
- 1967: Verliebt in eine Hexe (Bewitched) (TV-Serie)
- 1967: Gefährlicher Alltag (Felony Squad) (TV-Serie)
- 1967: Mannix (TV-Serie)
- 1967, 1973: FBI (The F.B.I.) (TV-Serie)
- 1967: Das Tal der Puppen (Valley of the Dolls) (TV-Serie)
- 1967, 1968: Invasion von der Wega (The Invaders) (TV-Serie)
- 1968: Die Leute von der Shiloh Ranch (The Virginian) (TV-Serie)
- 1968: Der Einzelgänger (The Outsider) (TV-Serie)
- 1969: Verrückter wilder Westen (The Wild Wild West) (TV-Serie)
- 1969: Planet der Giganten (Land of the Giants) (TV-Serie)
- 1970: Debbie groß in Fahrt (The Debbie Reynolds Show) (TV-Serie)
- 1970: How Awful About Allan (TV)
- 1970: The Governor & J.J. (TV-Serie)
- 1970: Der Chef (Ironside) (TV-Serie)
- 1971: Vater wider Willen (Congratulations, It’s a Boy!) (TV)
- 1972: Insight (TV-Serie)
- 1972: Der große Minnesota-Überfall (The Great Northfield Minnesota Raid)
- 1972: Medical Center (TV-Serie)
- 1973: Barnaby Jones (TV-Serie)
- 1975: The Man in the Glass Booth
- 1976: Holmes & Yoyo (TV-Serie)
- 1977: Der Sechs-Millionen-Dollar-Mann (The Six Million Dollar Man) (TV-Serie)